# Torre de’ Negri
Torre de’ Negri ist eine Gemeinde (comune) in der Provinz Pavia mit 332 Einwohnern (Stand 31. Dezember 2023) in der südwestlichen Lombardei im Norden Italiens. Die Gemeinde liegt etwa 15 Kilometer ostsüdöstlich von Pavia in der mittleren Pavese an den Ausläufern des Parco Lombardo Valle del Ticino. 